# Чирша-Тартыш
Чирша-Тартыш (баш. Шыршы-Тартыш, тат. Чыршы-Тартыш) — село в Кушнаренковском районе Башкортостана, входит в состав Карача-Елгинского сельсовета.

## Население
| 2002 | 2009 | 2010 |
| ---- | ---- | ---- |
| 410  | ↗485 | ↘366 |

Национальный состав
Согласно переписи 2010 года, преобладающая национальность — татары.
Разговорный язык населения села относится мензелинскому говору среднего диалекта татарского языка.

## Географическое положение
Расстояние до:
- районного центра (Кушнаренково): 17 км,
- центра сельсовета (Карача-Елга): 4 км,
- ближайшей ж/д станции (Уфа): 75 км.

## Известные уроженцы
- Гатиятуллин, Асадулла Гатиятуллович (1891—1969) — башкирский поэт-импровизатор, сэсэн[6].